# Beta-galaktozidaza
Beta-galaktozidaza (EC 3.2.1.23, beta-laktozidaza, maksilakt, hidrolakt, beta-D-laktozidaza, S 2107, laktozim, trilaktaza, beta-D-galaktanaza, orizatim, sumiklat) je enzim sa sistematskim imenom beta-D-galaktozid galaktohidrolaza. Ovaj enzim katalizuje sledeću hemijsku reakciju
hidroliza terminalnih, neredukujućih beta-D-galaktoznih ostataks beta-D-galaktozidi
Pojedini enzimi iz ove grupe hidrolizuju alfa-L-arabinozide.

## Spoljašnje veze
- Beta-galactosidase на 